# 2012
2012（二千十二、にせんじゅうに）は、自然数または整数において、2011の次で2013の前の数である。

## 性質
- 2012は合成数であり、約数は 1, 2, 4, 503, 1006, 2012 である。
  - 約数の和は3528。
- 各位の平方和が平方数になる107番目の数である。1つ前は2000、次は2021。(オンライン整数列大辞典の数列 A175396)
- 約数の和が2012になる数は1個ある。(2011) 約数の和1個で表せる306番目の数である。1つ前は2004、次は2018。
- 各位の和が5になる38番目の数である。1つ前は2003、次は2021。
- 三進法の数としてみることができる59番目の数である。1つ前は2011、次は2020。(オンライン整数列大辞典の数列 A007089)
  - 2012(3) = 33 × 2 + 32 × 0 + 31 × 1 + 30 × 2 = 59

## その他 2012 に関連すること
- 西暦2012年